# مقاطعة إلك (بنسلفانيا)
مقاطعة إلك (بالإنجليزية: Elk County, Pennsylvania)‏ هي إحدى مقاطعات ولاية بنسيلفانيا في الولايات المتحدة. بلغ عدد سكانها نسمة في عام 2010 حسب إحصاء مكتب تعداد الولايات المتحدة.